# Ur (Cerdanya)
Ur és una comuna de la Catalunya del Nord, a la comarca de l'Alta Cerdanya. Administrativament, pertany a l'Estat francès.

## Geografia
Ur està situat a la vall del riu Reür, a l'Alta Cerdanya, i limita amb la Baixa Cerdanya, amb Puigcerdà i Llívia.
La zona nord del terme municipal és més muntanyosa. Els rius Brangolí i Angostrina s'uneixen al poble d'Ur i formen el riu Reür, un afluent del riu Segre. A l'est del terme hi ha l'antic poble de Florí.

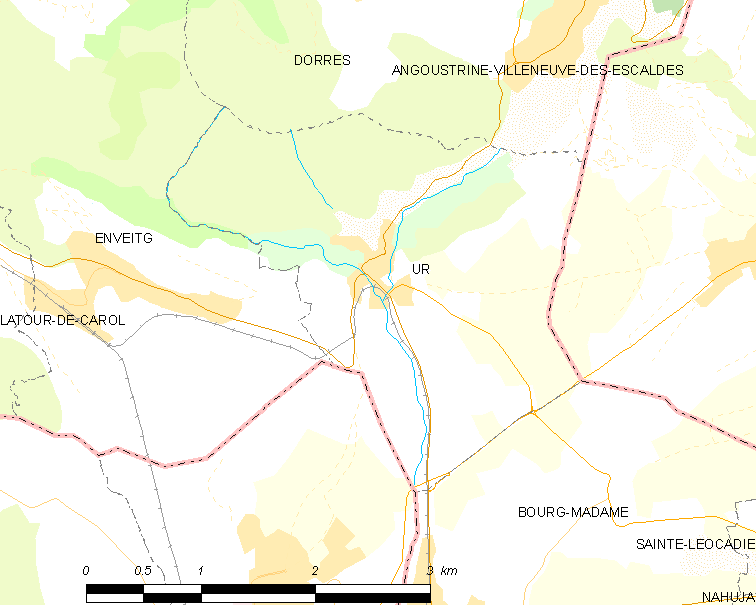
Mapa de la comuna de Ur

## Toponímia
El 839 apareix per primera vegada el nom de Hur. El nom ve d'una base pre-indoeuropea que significa aigua o riu. Avui encara, ur significa aigua en basc.

## Història
La parròquia de Sant Martí d'Ur ja es menciona en l'acta de consagració de la catedral de la Seu d'Urgell el 839. El 965 el testament del comte Sunifred II de Cerdanya menciona un legat referit a Ur. El poble fou el centre de la baronia homònima, que a l'inici del segle xvi pertanyia a la família Còdol, que la retindria fins a la Revolució francesa.

## Administració i política
La situació administrativa de la comuna ha anat canviant contínuament. A gener de 2023, pertanyia a la comunitat de comunes Pirineus Cerdanya, al Districte de Prada. A més a més, des de les eleccions cantonals del 2015, la comuna forma part del Cantó dels Pirineus Catalans.
L'equip municipal es troba en el seu segon mandat.
En el referèndum sobre la Constitució Europea va guanyar el no amb un 62,65% dels vots.
Alguns resultats electorals recents (primeres voltes del sistema francès):
| extrema esquerra | llista d'esquerres (Partit Socialista Francès, Partit Comunista Francès i d'altres) | Ecologistes | Regionalistes | Llista Caça i Pesca | Dreta tradicional (dues llistes) | Front Nacional (França) | Extrema dreta |
| ---------------- | ----------------------------------------------------------------------------------- | ----------- | ------------- | ------------------- | -------------------------------- | ----------------------- | ------------- |
| 5,1%             | 23,9%                                                                               | 3,6%        | 5,1%          | 15,2%               | 39,1%                            | 8,0%                    | 0,0%          |

## Demografia
| 1836 | 1861 | 1896 | 1931 | 1962 | 1968 | 1975 | 1982 | 1990 | 1999 |
| ---- | ---- | ---- | ---- | ---- | ---- | ---- | ---- | ---- | ---- |
| 280  | 308  | 262  | 248  | 336  | 256  | 272  | 260  | 269  | 308  |

## Economia

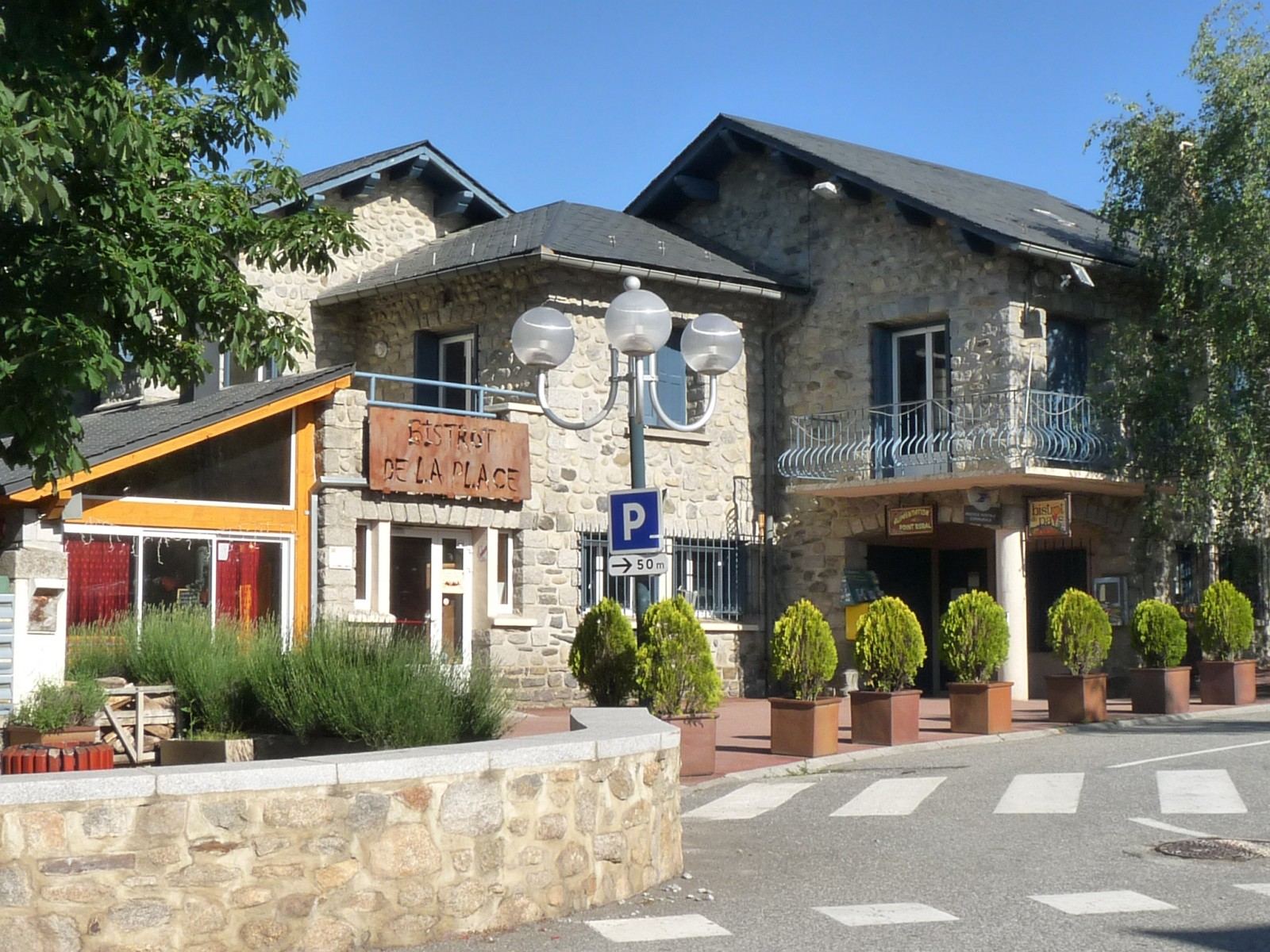
Ur

Segons el cens de població de 1999, la distribució de la població urenca activa per sectors era:
| agricultura | indústria | construcció | serveis |
| ----------- | --------- | ----------- | ------- |
| 2,9%        | 5,9%      | 11,8%       | 79,4%   |

## Llocs d'interès
- Església parroquial romànica de Sant Martí d'Ur
- El Castell

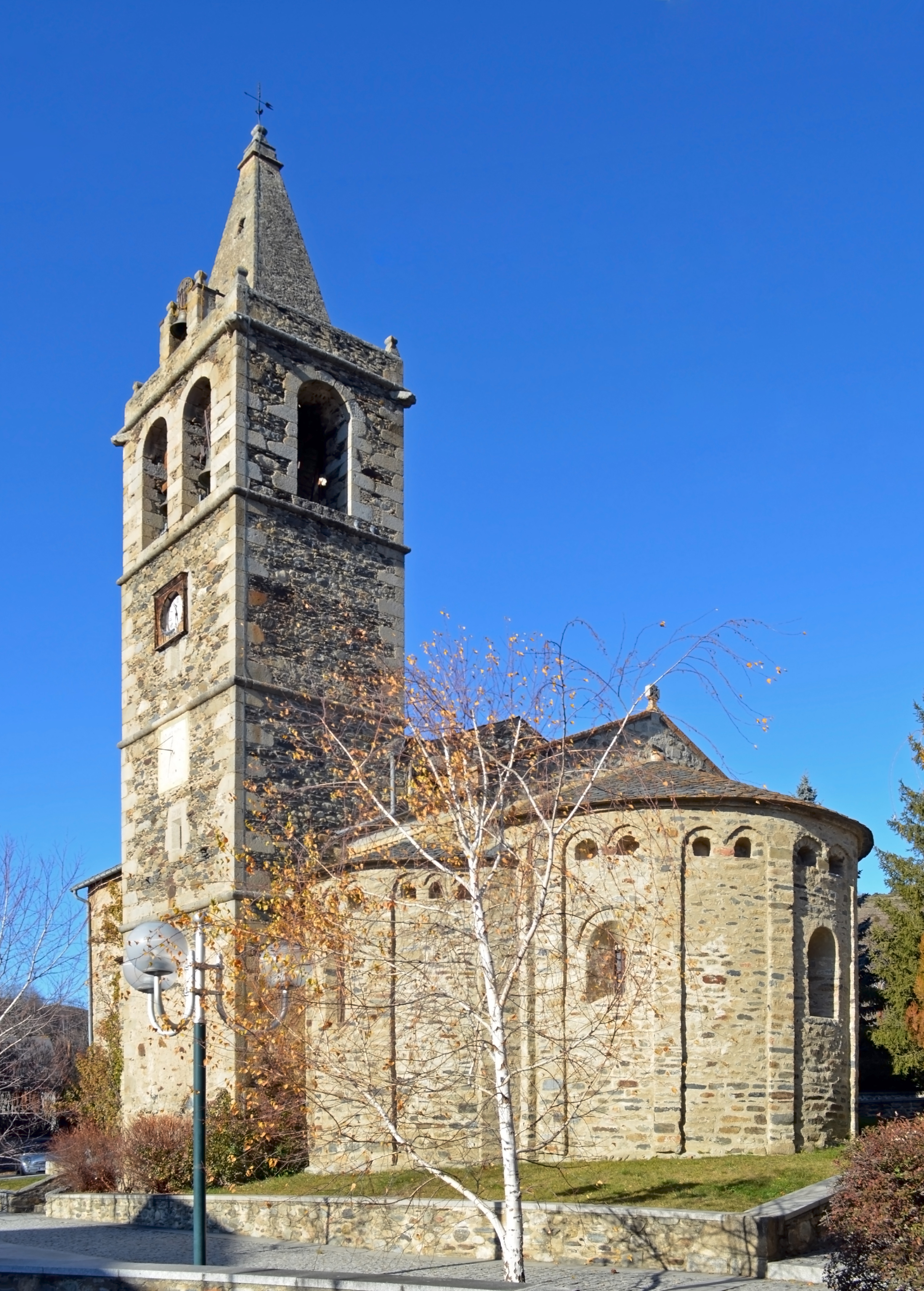
Sant Martí d'Ur
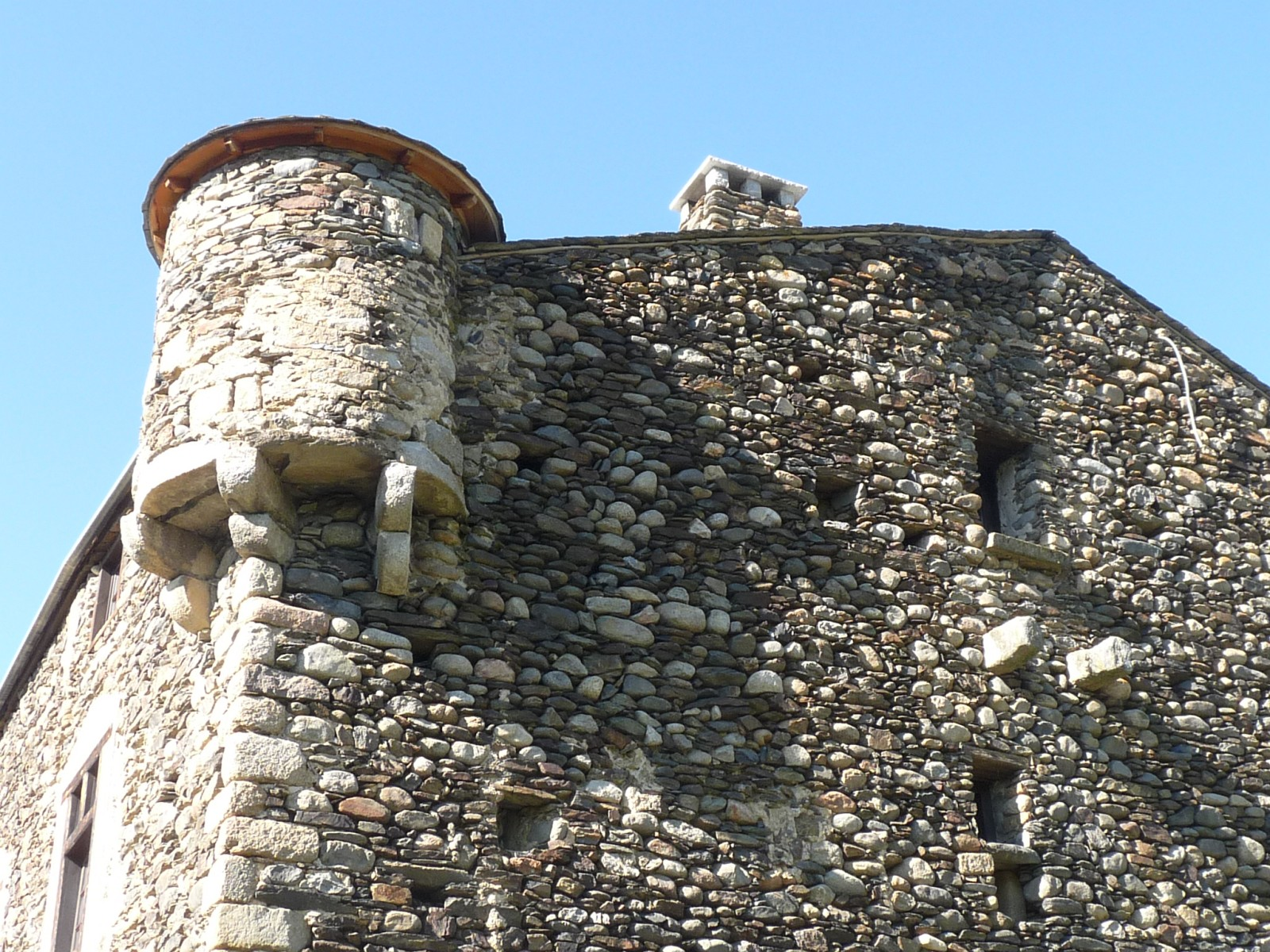
El Castell

## Persones il·lustres
- Isidore Forgas (1894-1975), militar i membre de la resistència durant la Segona Guerra Mundial